# Елеуса

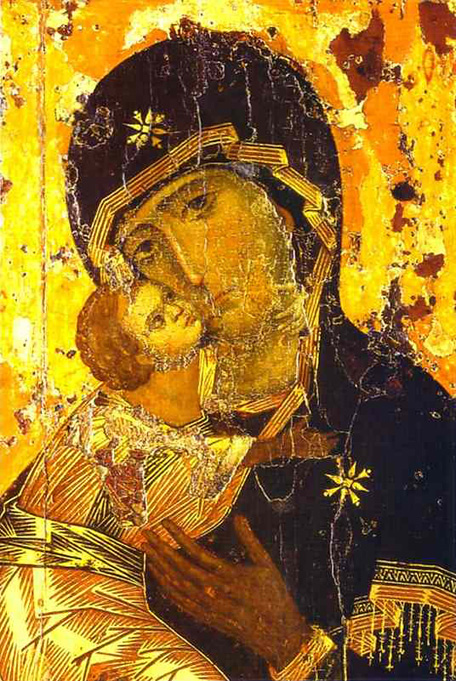
Елеуса. Владимирская икона Божией Матери (XII век).

Елеу́са (греч. Ελεούσα — милостивая, милующая от έλεος — сострадание, сочувствие), Элеуса, Умиление — один из основных типов изображения Божией Матери в русской иконописи. Богородица изображается с Младенцем Христом, сидящим на Её руке и прижимающимся щекой к Её щеке. На иконах Богородицы Елеусы между Марией (символом и идеалом рода человеческого) и Богом-Сыном нет расстояния, их любовь безгранична. Икона прообразует крестную жертву Христа Спасителя как высшее выражение любви Бога к людям.
В греческом искусстве данный иконографический тип именовался чаще Гликофилуса (греч. Γλυκοφιλούσα — сладко любящая), что иногда переводят как Сладколобзающая или Сладкое лобзанье.

## Традиционные иконы
Можно перечислить следующие чтимые иконы Богородицы, относимые к типу Елеуса: Владимирская, Донская, Феодоровская, Псково-Печерская, Ярославская, Почаевская, Жировицкая, Гребневская, Ахренская, Взыскание погибших, Дегтярёвская икона и др.
К сокращённому, оплечному варианту Елеусы (в большинстве случаев изображение Богородицы поясное) относятся Корсунская икона и икона Пресвятой Богородицы «Игоревская», перед которой в последние минуты жизни молился великий князь Киевский Игорь Ольгович.

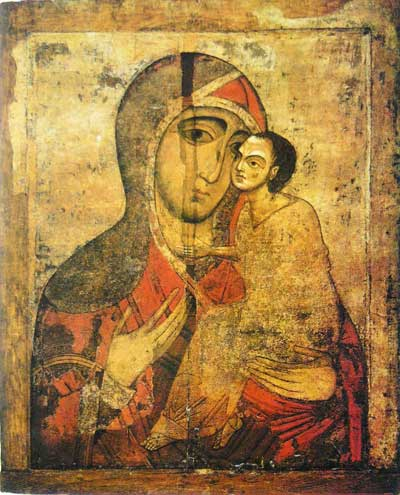
Богоматерь Умиление Старорусская. Начало XIII века. ГРМ.
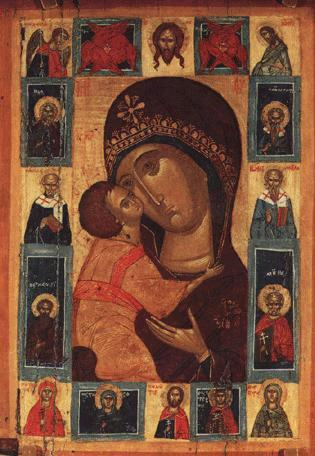
Игоревская икона с деисусом и святыми на полях. ГРМ.
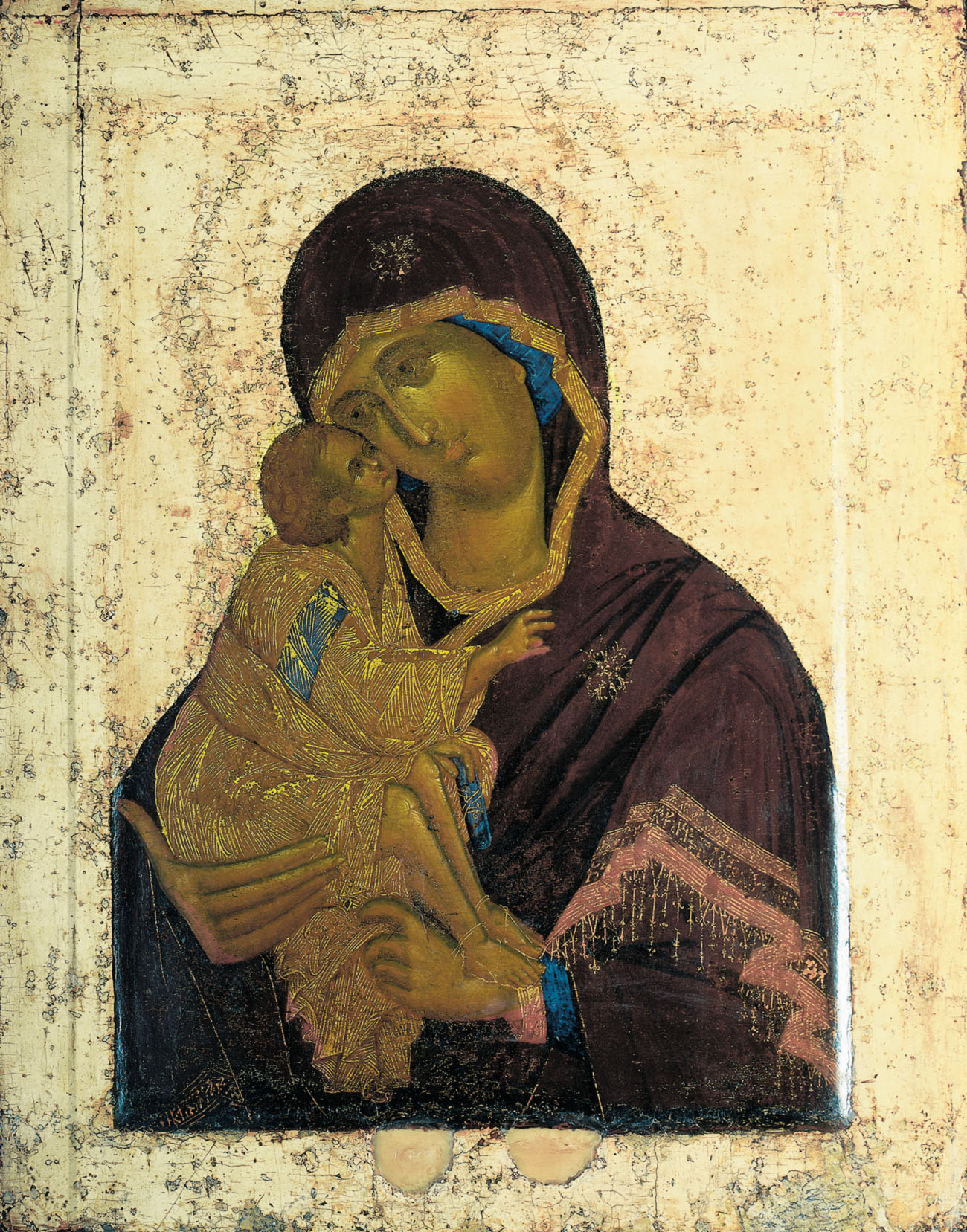
Донская икона. Феофан Грек (?). 1392 г. (?). ГТГ (инв. № 14244)
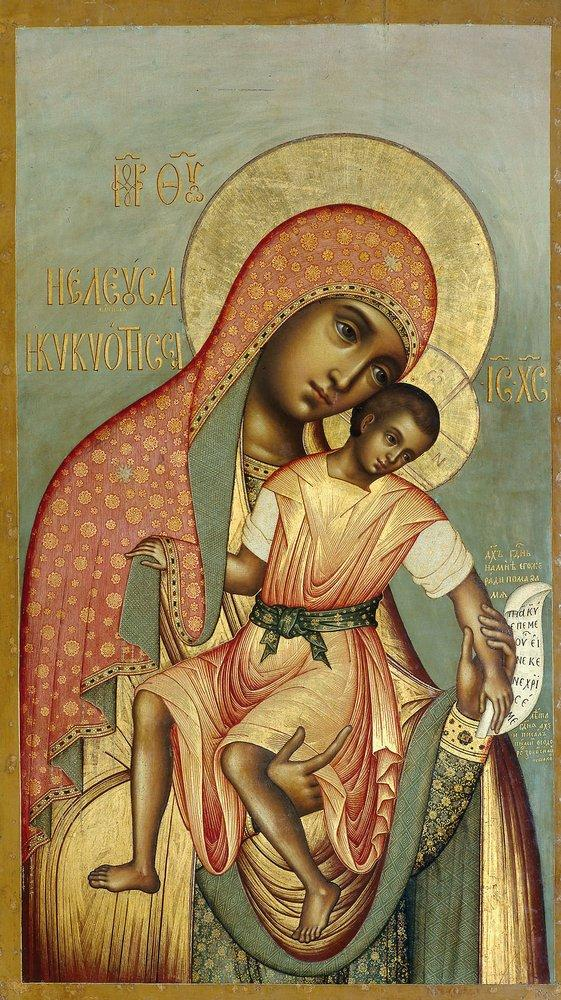
Икона Елеуса-Киккская (1668 год), Симона Ушакова. ГТГ.
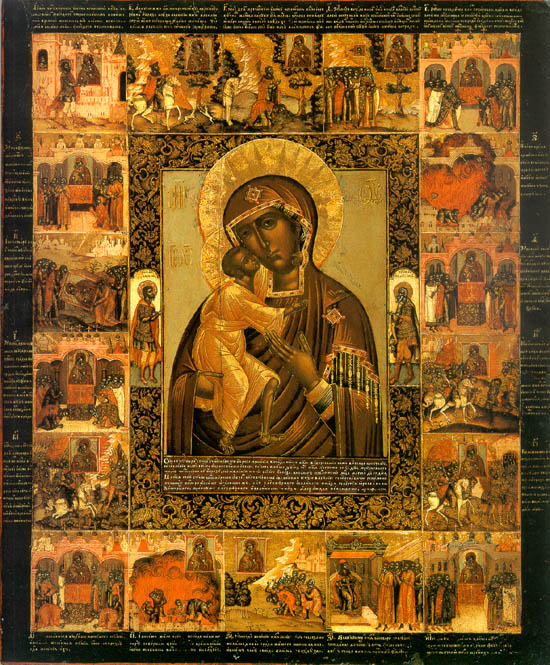
Феодоровская икона со сказанием. Кострома. Вторая половина XVIII в. Музей-заповедник «Коломенское»
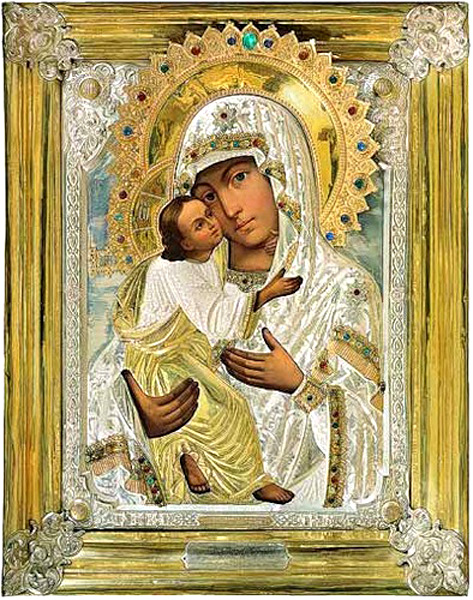
Псково-Печерская икона «Умиление». Почитаемый список иконы, находящийся в Успенском храме Псково-Печерского монастыря.

## Другие изображения

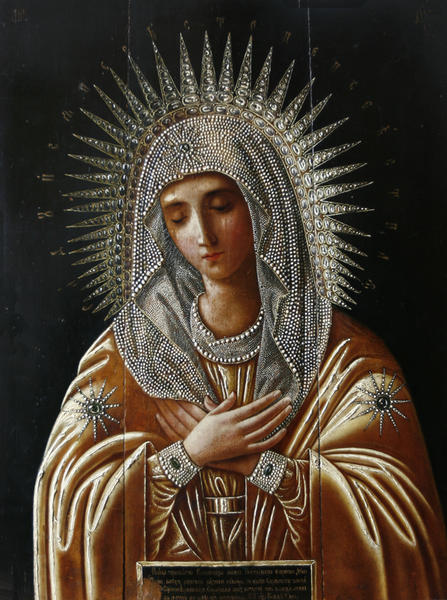
Икона «Серафимово Умиление»

В византийской стенной росписи также можно встретить ростовые изображения Богородицы, близкие типу Елеусы.
Разновидностью икон Богородицы Елеусы считают иконографический тип «Взыграние Младенца», особенностью которого является касание ручкой Младенца лика Богородицы. К данному типу относятся такие иконы, как: Киккская (Киккотисса) или Яхромская.
Кроме того, эпитеты «Елеуса» или «Умиление» изредка могут присваиваться разнородным изображениям, отличным от описанных выше иконографических схем.

### Икона «Умиление» из Дивеева
В частности, одной из главных святынь Дивеевского монастыря является икона «Умиление» — на ней Богородица изображена без младенца. Икона была главной святыней Троицкого собора монастыря, перед ней молился и скончался Серафим Саровский, отчего её также называют «Серафимово Умиление». Он называл её «Всех радостей Радость», а елеем из лампады, горевшей перед иконой, помазывал больных. По его завету после его кончины образ был передан саровским игуменом Нифонтом в Мельничную общину. После закрытия монастыря игумения Александра (Траковская) со сестры увезла образ в Муром. После её смерти монахиня Мария (Баринова) с благословения патриарха Пимена передала икону протоиерею Виктору Шиповальникову, а в 1991 году — патриарху Алексию II. С тех пор образ находится в домовом храме резиденции Святейшего Патриарха, а в правом киоте Троицкого собора Дивеевского монастыря находится его чудотворный список.